# Trémoulet
Trémoulet (okzitanisch Tremolet) ist eine französische Gemeinde mit 105 Einwohnern (Stand 1. Januar 2022) im Département Ariège in der Region Okzitanien. Sie gehört zum Kanton Portes d’Ariège und zum Arrondissement Pamiers. 

## Lage
Sie grenzt im Nordwesten an Montaut, im Norden an Gaudiès, im Osten an Lapenne, im Süden an La Bastide-de-Lordat und im Südwesten an Le Carlaret. An der östlichen Gemeindegrenze verläuft der Fluss Hers-Vif, im Westen sein Zufluss Estaut.

## Bevölkerungsentwicklung
| Jahr                       | 1962 | 1968 | 1975 | 1982 | 1990 | 1999 | 2008 | 2016 |
| -------------------------- | ---- | ---- | ---- | ---- | ---- | ---- | ---- | ---- |
| Einwohner                  | 70   | 91   | 96   | 81   | 69   | 66   | 85   | 123  |
| Quellen: Cassini und INSEE |      |      |      |      |      |      |      |      |